# Sojus TM-3
Sojus TM-3 ist die Missionsbezeichnung für den Flug eines sowjetischen Sojus-Raumschiffs zur sowjetischen Raumstation Mir. Es war der dritte Besuch eines Sojus-Raumschiffs bei der Raumstation Mir und der 79. Flug im sowjetischen Sojusprogramm.

## Besatzung

### Startbesatzung
- Alexander Stepanowitsch Wiktorenko (1. Raumflug), Kommandant
- Alexander Pawlowitsch Alexandrow (2. Raumflug), Bordingenieur
- Muhammed Ahmed Faris (1. Raumflug), Forschungskosmonaut, ( Syrien)

### Ersatzmannschaft
- Anatoli Jakowlewitsch Solowjow, Kommandant
- Wiktor Petrowitsch Sawinych, Bordingenieur
- Munir Habib Habib, Forschungskosmonaut, ( Syrien)

### Rückkehrbesatzung
- Juri Wiktorowitsch Romanenko (3. Raumflug), Kommandant
- Alexander Pawlowitsch Alexandrow (2. Raumflug), Bordingenieur
- Anatoli Semjonowitsch Lewtschenko (1. Raumflug), Bordingenieur

## Missionsüberblick
An Bord der Raumstation Mir wurden umfangreiche Experimente zur Fernerkundung Syriens durchgeführt. Dazu gehörten insbesondere die Untersuchung möglicher mineralischer Lagerstätten, die Überprüfung künstlicher Wasserreservoirs, das Feststellen der Verschlammung von Abflüssen, die Wasserqualität sowie der Zustand von Wäldern und landwirtschaftlichen Nutzflächen (Experiment Euphrat). Weitere Untersuchungen betrafen die Blutzirkulation im Körper und das Studium von Prozessen in der oberen Atmosphäre. Alexander Alexandrow wechselte anschließend aufgrund gesundheitlicher Probleme von Alexander Lawejkin in die Stammbesatzung. Wiktorenko, Lawejkin und Faris kehrten mit Sojus TM-2 zur Erde zurück.